# Macau Grand Prix

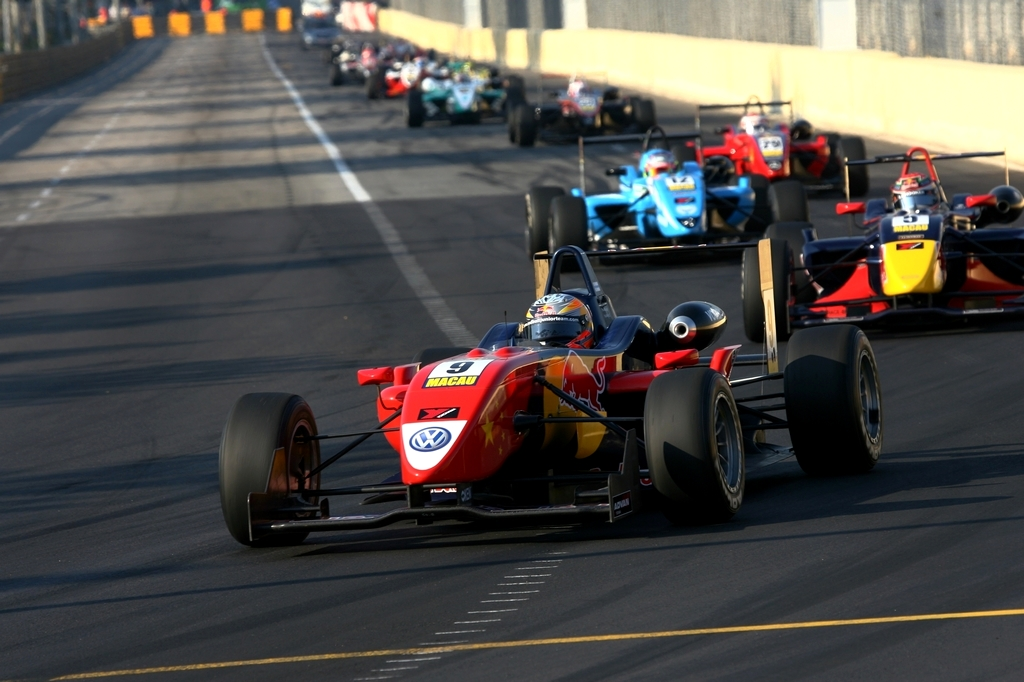
Szene aus dem Macau F3 Grand Prix 2008

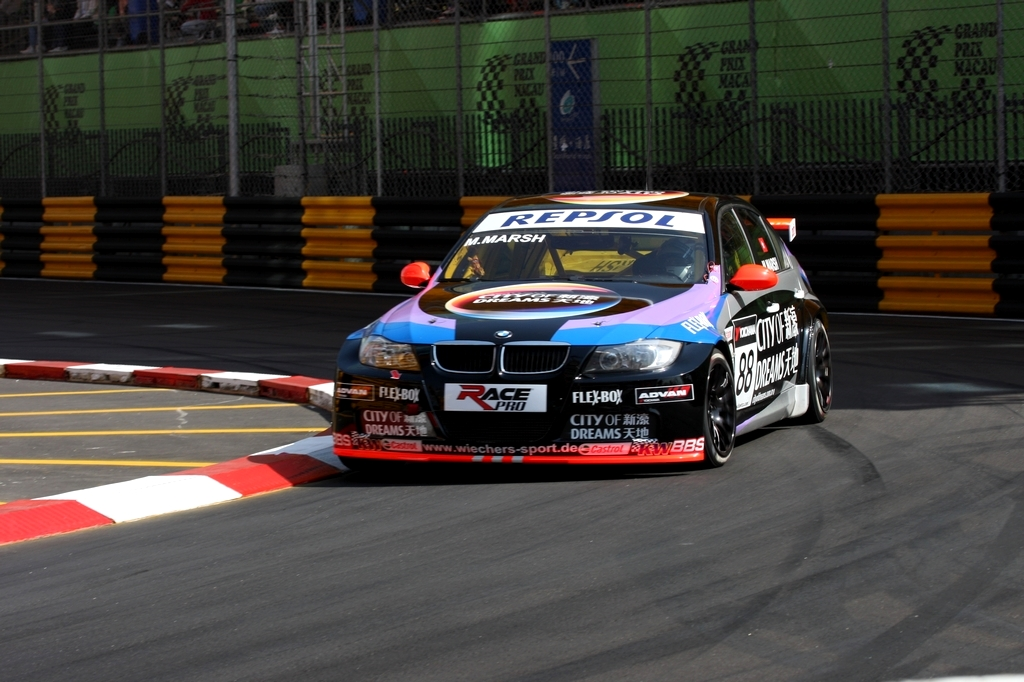
Rennen der Tourenwagen-Weltmeisterschaft 2008

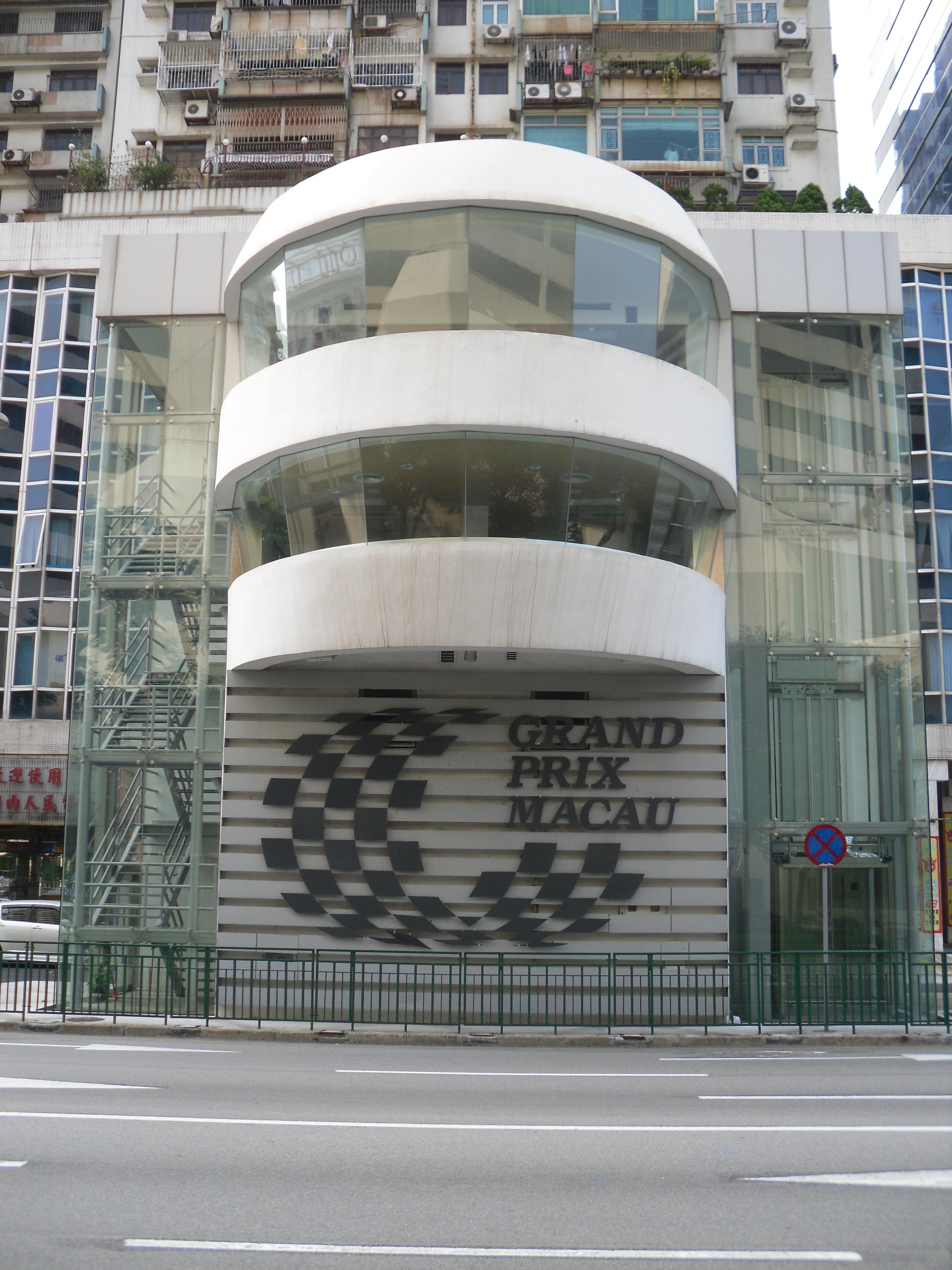
Logo des Macau Grand Prix

Der Macau Grand Prix ist eine Motorsportveranstaltung, die seit 1954 jedes Jahr auf dem Guia Circuit in Macau ausgetragen wird. Derzeit werden Rennen in den Kategorien Formel 3, Tourenwagen, Gruppe GT3-Fahrzeuge und Motorräder ausgetragen. Damit ist es das einzige Stadtkurs-Rennen, bei dem Wettkämpfe sowohl für Autos als auch Motorräder ausgetragen werden.
Von 2005 bis 2014 waren die Tourenwagenrennen in Macau die letzte Saisonstation der WTCC. 2015 und 2016 pausierte die Tourenwagen-WM mit den Läufen in Macau. Seit 2017 findet das Rennen wieder statt, nicht mehr jedoch als Saisonfinale.
2014 erschien der preisgekrönte Dokumentarfilm Macao Gladiators vom deutschen Regisseur Andreas Knuffmann über die 2013er Auflage des Motorrad Grand Prix. Im Zentrum des Films steht das Team von Frank Heidger mit dem Sachsen Didier Grams (8. Platz) und seinem belgischen Teamkollegen Marc Fisette (Sturz).
Durch die von Covid-19 verursachten Reisebestimmungen finden 2020 nur nationale Rennen mit Fahrern aus ostasiatischen Ländern statt. Zudem wird es zum ersten Mal seit 37 Jahren kein Formel 3 Rennen geben. Stattdessen ist ein Wochenende der Chinesischen Formel 4 angesetzt.

## Sieger

### Macao Grand Prix
| Jahr | Sieger            | Fahrzeug               |
| ---- | ----------------- | ---------------------- |
| 1954 | Eddie Carvalho    | Triumph TR2            |
| 1955 | Robert Ritchie    | Austin-Healey 100      |
| 1956 | Doug Steane       | Mercedes-Benz 190 SL   |
| 1957 | Arthur Pateman    | Mercedes-Benz 300SL    |
| 1958 | Chan Lye Choun    | Aston Martin DB3S      |
| 1959 | Ron Hardwick      | Jaguar XK-SS           |
| 1960 | Martin Redfern    | Jaguar XK-SS           |
| 1961 | Peter Heath       | Lotus 15-Climax        |
| 1962 | Arsenio Laurel    | Lotus 22-Ford          |
| 1963 | Arsenio Laurel    | Lotus 22-Ford          |
| 1964 | Albert Poon       | Lotus 23-Ford          |
| 1965 | John MacDonald    | Lotus 18-Ford          |
| 1966 | Mauro Bianchi     | Renault Alpine T66     |
| 1967 | Tony Maw          | Lotus 20B-Ford         |
| 1968 | Jan Bussell       | McLaren M4C            |
| 1969 | Kevin Bartlett    | Mildren-Waggott        |
| 1970 | Dieter Quester    | BMW F270               |
| 1971 | Jan Bussell       | McLaren M4C            |
| 1972 | John MacDonald    | Brabham BT36           |
| 1973 | John MacDonald    | Brabham BT40           |
| 1974 | Vern Schuppan     | March 72B-Ford         |
| 1975 | John MacDonald    | Ralt RT1-Ford          |
| 1976 | Vern Schuppan     | Ralt RT1-Ford          |
| 1977 | Riccardo Patrese  | Chevron B40-Ford       |
| 1978 | Riccardo Patrese  | Chevron B42-Ford       |
| 1979 | Geoff Lees        | Ralt RT1-Ford          |
| 1980 | Geoff Lees        | Ralt RT1-Ford          |
| 1981 | Bob Earl          | Hayashi 200P-Toyota    |
| 1982 | Roberto Moreno    | Ralt RT4-Ford          |
| 1983 | Ayrton Senna      | Ralt RT3-Toyota        |
| 1984 | John Nielsen      | Ralt RT3-Volkswagen    |
| 1985 | Maurício Gugelmin | Ralt RT30-Volkswagen   |
| 1986 | Andy Wallace      | Reynard 863-Volkswagen |
| 1987 | Martin Donnelly   | Ralt RT31-Toyota       |

| Jahr | Sieger                 | Fahrzeug                              |
| ---- | ---------------------- | ------------------------------------- |
| 1988 | Enrico Bertaggia       | Dallara 388-Alfa Romeo                |
| 1989 | David Brabham          | Ralt RT33-Volkswagen/Spiess           |
| 1990 | Michael Schumacher     | Reynard 903-Volkswagen/Spiess         |
| 1991 | David Coulthard        | Ralt RT35-Honda/Mugen                 |
| 1992 | Rickard Rydell         | TOM’S 032F-Toyota                     |
| 1993 | Jörg Müller            | Dallara 393-Fiat/Novamotor            |
| 1994 | Sascha Maassen         | Dallara F394-Opel/Spiess              |
| 1995 | Ralf Schumacher        | Dallara F394-Opel/Spiess              |
| 1996 | Ralph Firman           | Dallara F396-Honda/Mugen-NBE          |
| 1997 | Soheil Ayari           | Dallara F396-Opel/Spiess              |
| 1998 | Peter Dumbreck         | Dallara F398-Toyota/TOM’S             |
| 1999 | Darren Manning         | Dallara F399-Toyota/TOM’S             |
| 2000 | André Couto            | Dallara F399-Opel/Spiess              |
| 2001 | Takuma Satō            | Dallara F301-Honda/Mugen-NBE          |
| 2002 | Tristan Gommendy       | Dallara F302-Renault/Sodemo           |
| 2003 | Nicolas Lapierre       | Dallara F302-Renault/Sodemo           |
| 2004 | Alexandre Prémat       | Dallara F304-Mercedes/HWA             |
| 2005 | Lucas di Grassi        | Dallara F304-Mercedes/HWA             |
| 2006 | Mike Conway            | Dallara F306-Mercedes/HWA             |
| 2007 | Oliver Jarvis          | Dallara F307-Toyota/TOM’S             |
| 2008 | Keisuke Kunimoto       | Dallara F308-Toyota/TOM’S             |
| 2009 | Edoardo Mortara        | Dallara F308-Volkswagen/Signature     |
| 2010 | Edoardo Mortara        | Dallara F308-Volkswagen/Signature     |
| 2011 | Daniel Juncadella      | Dallara F308-Mercedes/Prema Powerteam |
| 2012 | António Félix da Costa | Dallara F312-Volkswagen/Carlin        |
| 2013 | Alex Lynn              | Dallara F312-Mercedes                 |
| 2014 | Felix Rosenqvist       | Dallara F312-Mercedes                 |
| 2015 | Felix Rosenqvist       | Dallara F315-Mercedes                 |
| 2016 | António Félix da Costa | Dallara F316-Volkswagen               |
| 2017 | Daniel Ticktum         | Dallara F317-Volkswagen               |
| 2018 | Daniel Ticktum         | Dallara F317-Volkswagen               |
| 2019 | Richard Verschoor      | Dallara F3 2019                       |
| 2023 | Luke Browning          | Dallara F3 2019                       |
| 2024 | Ugo Ugochukwu          | Tatuus F3 T-318                       |

### Guia Race (Tourenwagen)
| Jahr | Sieger                 | Fahrzeug                |
| ---- | ---------------------- | ----------------------- |
| 1972 | John MacDonald         | Mini Cooper             |
| 1973 | Peter Chow             | Toyota Celica           |
| 1974 | Nobuhide Tachi         | Toyota Celica           |
| 1975 | Nobuhide Tachi         | Toyota Celica           |
| 1976 | Herb Adamczyk          | Porsche 911 Carrera RS  |
| 1977 | Peter Chow             | Toyota Celica           |
| 1978 | Peter Chow             | Toyota Celica           |
| 1979 | Herb Adamczyk          | Porsche 911 Carrera RSR |
| 1980 | Hans-Joachim Stuck     | BMW 320i                |
| 1981 | Manfred Winkelhock     | BMW 320i                |
| 1982 | Helmut Greiner         | Porsche 911 Carrera RSR |
| 1983 | Hans-Joachim Stuck     | BMW 635 CSI             |
| 1984 | Tom Walkinshaw         | Jaguar XJS              |
| 1985 | Gianfranco Brancatelli | Volvo 240 Turbo         |
| 1986 | Johnny Cecotto         | BMW M3                  |
| 1987 | Roberto Ravaglia       | BMW M3                  |
| 1988 | Altfrid Heger          | BMW M3                  |

| Jahr | Sieger             | Fahrzeug            |
| ---- | ------------------ | ------------------- |
| 1989 | Tim Harvey         | Ford Sierra RS 500  |
| 1990 | Masahiro Hasemi    | Nissan Skyline GT-R |
| 1991 | Emanuele Pirro     | BMW M3 Evolution    |
| 1992 | Emanuele Pirro     | BMW M3 Evolution    |
| 1993 | Charles Kwan       | BMW M3 Evolution    |
| 1994 | Joachim Winkelhock | BMW 318is           |
| 1995 | Kelvin Burt        | Toyota Corona EXIV  |
| 1996 | Frank Biela        | Audi A4 Quattro     |
| 1997 | Steve Soper        | BMW 320i            |
| 1998 | Joachim Winkelhock | BMW 320i            |
| 1999 | Michael Bartels    | Audi A4 Quattro     |
| 2000 | Patrick Huisman    | BMW 320i            |
| 2001 | Duncan Huisman     | BMW 320i            |
| 2002 | Duncan Huisman     | BMW 320i            |
| 2003 | Duncan Huisman     | BMW 320i            |
| 2004 | Jörg Müller        | BMW 320i            |

seit 2005:
| Jahr | Sieger            | Fahrzeug          |
| ---- | ----------------- | ----------------- |
| 2005 | Augusto Farfus    | Alfa Romeo 156    |
| 2005 | Duncan Huisman    | BMW 320i          |
| 2006 | Andy Priaulx      | BMW 320si         |
| 2006 | Jörg Müller       | BMW 320si         |
| 2007 | Alain Menu        | Chevrolet Lacetti |
| 2007 | Andy Priaulx      | BMW 320si         |
| 2008 | Alain Menu        | Chevrolet Lacetti |
| 2008 | Robert Huff       | Chevrolet Lacetti |
| 2009 | Robert Huff       | Chevrolet Cruze   |
| 2009 | Augusto Farfus    | BMW 320si         |
| 2010 | Robert Huff       | Chevrolet Cruze   |
| 2010 | Norbert Michelisz | Seat Leon         |
| 2011 | Robert Huff       | Chevrolet Cruze   |
| 2011 | Robert Huff       | Chevrolet Cruze   |
| 2012 | Yvan Muller       | Chevrolet Cruze   |
| 2012 | Alain Menu        | Chevrolet Cruze   |

| Jahr | Sieger            | Fahrzeug         |
| ---- | ----------------- | ---------------- |
| 2013 | Yvan Muller       | Chevrolet Cruze  |
| 2013 | Robert Huff       | Seat Leon        |
| 2014 | José María López  | Citroën C-Elysée |
| 2014 | Robert Huff       | Lada Granta      |
| 2015 | nicht ausgetragen |                  |
| 2016 | nicht ausgetragen |                  |
| 2017 | Mehdi Bennani     | Citroën C-Elysée |
| 2017 | Robert Huff       | Citroën C-Elysée |

### Motorrad-Grand-Prix
| Jahr | Sieger             | Motorrad          |
| ---- | ------------------ | ----------------- |
| 1967 | Hiroshi Hasegawa   | Yamaha RD 56      |
| 1968 | Hiroshi Hasegawa   | Yamaha 250        |
| 1969 | John MacDonald     | Yamaha            |
| 1970 | Benny Hidajat      | Yamaha YSI        |
| 1971 | Akiyasu Motohashi  | Yamaha            |
| 1972 | Ikujiro Takaï      | Yamaha TR3        |
| 1973 | Ken Araoka         | Suzuki RG 500     |
| 1974 | Hiroyuki Kawasaki  | Yamaha            |
| 1975 | Hideo Kanaya       | Yamaha            |
| 1976 | Chas Mortimer      | Yamaha            |
| 1977 | Mick Grant         | Kawasaki 750      |
| 1978 | Sadao Asami        | Yamaha 750        |
| 1979 | Sadao Asami        | Yamaha TZ-OW      |
| 1980 | Sadao Asami        | Yamaha TZ 750     |
| 1981 | Ron Haslam         | Honda RS 1123     |
| 1982 | Ron Haslam         | Honda RS 1123     |
| 1983 | Ron Haslam         | Honda 500         |
| 1984 | Mick Grant         | Suzuki 500        |
| 1985 | Ron Haslam         | Honda RS 500      |
| 1986 | Ron Haslam         | Elf Honda 500     |
| 1987 | Ron Haslam         | Roc Elf Honda 4   |
| 1988 | Kevin Schwantz     | Suzuki 500 RGR    |
| 1989 | Robert Dunlop      | Honda 500         |
| 1990 | Steve Hislop       | Honda 750         |
| 1991 | Didier de Radiguès | Suzuki 500        |
| 1992 | Carl Fogarty       | Yamaha 500        |
| 1993 | Steve Hislop       | ROC Yamaha 500    |
| 1994 | Steve Hislop       | Harris Yamaha 500 |
| 1995 | Mike Edwards       | ROC Yamaha 500    |

| Jahr | Sieger           | Motorrad        |
| ---- | ---------------- | --------------- |
| 1996 | Phillip McCallen | Yamaha 500      |
| 1997 | Andreas Hofmann  | Kawasaki 750    |
| 1998 | Michael Rutter   | Honda RC45      |
| 1999 | David Jefferies  | Yamaha 1000     |
| 2000 | Michael Rutter   | Yamaha 750      |
| 2001 | John McGuinness  | Honda 960       |
| 2002 | Michael Rutter   | Ducati          |
| 2003 | Michael Rutter   | Ducati 998      |
| 2004 | Michael Rutter   | Honda 1000      |
| 2005 | Michael Rutter   | Honda           |
| 2006 | Steve Plater     | Yamaha 1000     |
| 2007 | Steve Plater     | Yamaha 1000     |
| 2008 | Stuart Easton    | Honda 1000      |
| 2009 | Stuart Easton    | Honda 1000      |
| 2010 | Stuart Easton    | Kawasaki ZX-10R |
| 2011 | Michael Rutter   | Ducati 1098 R   |
| 2012 | Michael Rutter   | Honda CBR1000RR |
| 2013 | Ian Hutchinson   | Yamaha YZF-R1   |
| 2014 | Stuart Easton    | Kawasaki ZX-10R |
| 2015 | Peter Hickman    | BMW S 1000 RR   |
| 2016 | Peter Hickman    | BMW S 1000 RR   |
| 2017 | Glenn Irwin      | Ducati 1199RS   |
| 2018 | Peter Hickman    | BMW S 1000 RR   |
| 2019 | Michael Rutter   | Honda RC213V-S  |
| 2020 | Kein Rennen      | Absage          |
| 2021 | Kein Rennen      | Absage          |
| 2022 | Erno Kostamo     | BMW S 1000 RR   |
| 2023 | Peter Hickman    | BMW M 1000 RR   |
| 2024 | Davey Todd       | BMW M 1000 RR   |